# Coseler Friedhof

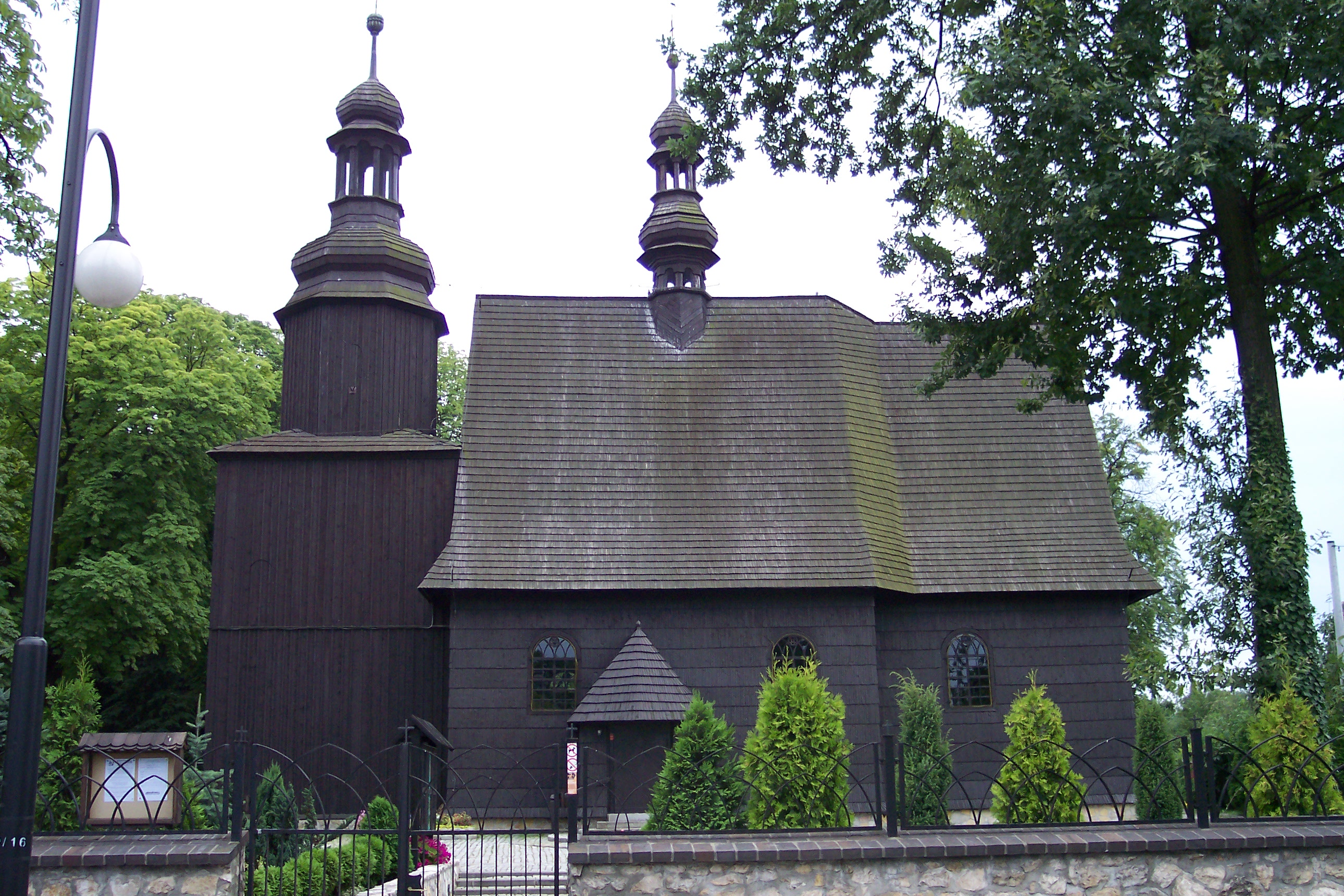
Die Mariä-Himmelfahrt-Kirche

Allee im Park

Der Coseler Friedhof (auch Friedhof Coseler Straße, Simultanfriedhof, später vereinzelt Alter Coseler Friedhof) ist ein ehemaliger städtischer Begräbnisplatz in der oberschlesischen Stadt Gliwice (Gleiwitz). Der Coseler Friedhof befindet sich nordwestlich der Innenstadt an der Ulica Kozielska. Heute wird das Gelände als Park (Alter Coseler Park, Park der polnisch-französischen Freundschaft) genutzt und hat eine Größe von 5,9 Hektar.
Im Park befinden sich heute die Mariä-Himmelfahrt-Kirche, ein Denkmal für die während der Volksabstimmung gefallenen französischen Soldaten aus den 1920er Jahren in Form eines Sarkophags, ein Lapidarium und ein Denkmal für die im Januar 1945 ermordeten Gleiwitzer Opfer, aufgestellt 2005.

## Geschichte
Der Coseler Friedhof wurde Mitte des 19. Jahrhunderts angelegt und im Herbst 1858 eingeweiht.
In den 1920er Jahren entstand an der damaligen Coseler Chaussee der neue Zentralfriedhof, der den alten Coseler Friedhof ersetzen sollte. Nach 1945 wurden viele Gräber und Denkmale zerstört. 1950 wurde der Coseler Friedhof geschlossen. In den 1980er Jahren wurde die Friedhofsfläche zur Parkanlage erklärt. In den 1990er Jahren wurde die Friedhofskirche vom Zentralfriedhof abgebaut, konserviert und später im ehemaligen Coseler Friedhof wieder aufgebaut.
Zum Baumbestand des Parks zählen Ahorne, Birken, Buchen, Eiben, Eichen, Eschen, Ginkgos, Hainbuchen, Kastanien, Linden, Pappeln, Robinien, Tannen, Thuja, Urweltmammutbäume und Zypressen.
Am 5. November 2021 wurde die Grünanlage unter Denkmalschutz gestellt.

## Bestattete
- Carl August Wilhelm Hegenscheidt (1823–1891), deutscher Unternehmer in der Metall verarbeitenden Industrie
- Rudolf Hegenscheidt
- Alfred Kreidel, Bürgermeister von Gleiwitz
- Benno Nietsche († 1908), Lehrer, Historiker und Autor
- Joseph Seiffert († 1877), Lehrer und Liedermeister der Gleiwitzer Liedertafel